# Cykelbanen i Fruens Bøge
Cykelbanen i Fruens Bøge var en 340 meter lang cykelbane, banen lå i kvarteret Fruens Bøge i Odense.
Den første jordbane som åbnede 27. maj 1894 blev allerede  i foråret 1895 erstattet af en bane i cement som blev indviet 3. juni 1895.  Jordbanens sving var hævet ca. 6 fod. = ca. 1,9 meter fra inderbanen og udad, bredden er ikke oplyst, men har formentlig været omkring 7 meter. Cementbanen var bredere og hævningen af svingene blev øget til 7 fod = ca. 2,1 meter.
En tidligere og mere primitiv bane bygget i 1887, havde før været brugt på markedspladsen ved Heden (senere Ansgar Anlæg), men her havde Fyens Cykle Union ikke fået lov til at udvide banen, så man købte i stedet, i 1893, et stykke jord lige over for Fruens Bøge jernbanestation til 5.000 kr. Købet blev delvis finansieret ved udstedelsen af aktiebreve à 25 kr. til et beløb af 3.000 kr. Resten af pengene lånte cykelklubben i banken. Banen i Fruens Bøge blev bygget i 1890'erne og blev Odenses første egentlige idrætsanlæg og var det kun tiende faste cykelbaneanlæg i Skandinavien. I 1898 blev cykelbanen udvidet med flere tilskuerpladser. Allerede fra starten i 1894 fik Fyens Cykle Union indført totalisatorspil efter forbillede fra Ordrupbanen. 
Cykelbanen i Fruens Bøge var rammen for mange af den mangedobbelte verdensmester Thorvald Ellegaards bedrifter. Successen for cykelbanen var tæt knyttet til Ellegaards person, og hans internationale triumfer betød begyndelsen til enden for banen. Der blev stadig længere imellem Ellegaard kørte løb på banen, publikum begyndte at svigte og banen sygnede langsomt hen. Kun de professionelle løb med udenlandske deltagere kunne endnu lokke fynboerne til cykelløb, men disse løbe gav ofte underskud. Sæsonen 1908 gav Fyens Cykle Union et underskud på godt 500 kr. og på en ekstraordinær generalforsamling besluttede Fyens Cykle Union at nedlægge banen. I 1909 blev den solgt, og kort efter blev grunden udstykket til villaer og Jernbane Allé blev ført gennem den tidligere oval. Det eneste, der blev efterladt, var en vandhane, der havde stået på inderkredsen.